# 이석경
이석경(1969년 1월 19일 ~ )은 대한민국의 전직 축구 선수출신 축구 지도자이다. 현역 시절 포지션은 공격수였다.